# Bank of Nanjing
Bank of Nanjing, «Банк Нанкина» — китайский городской коммерческий банк. В списке крупнейших публичных компаний мира Forbes Global 2000 за 2019 год занял 554-е место (в том числе 188-е по активам); из китайских компаний в этом списке занял 76-е место.

## История
Банк был основан в 1996 году в Нанкине (административном центре провинции Цзянсу) под названием Nanjing City Commercial Bank, в 2006 году 19-процентную долю в нём приобрела французская финансовая группа BNP Paribas. В 2007 году название было изменено на Bank of Nanjing, также было открыто первое отделение вне города Нанкин (в Тайчжоу) и куплена доля в банке соседнего города Жичжао Rizhao City Commercial Bank.

## Деятельность
Корпоративный банкинг даёт около половины выручки Bank of Nanjing, финансовые услуги, такие как управление фондами и размещение ценных бумаг, приносят треть выручки, около 15 % даёт розничный банкинг, включающий приём депозитных вкладов, выдачу потребительских кредитов, приём ценностей на хранение в депозитариях и выпуск банковских карт.
Крупнейшими акционерами являются Комитет Нанкина по контролю и управлению государственным имуществом (15,5 %), BNP Paribas (14,9 %) и Nanjing Gaoke Company (9,85 %).